# Mozaïekmonument Mijn Maurits

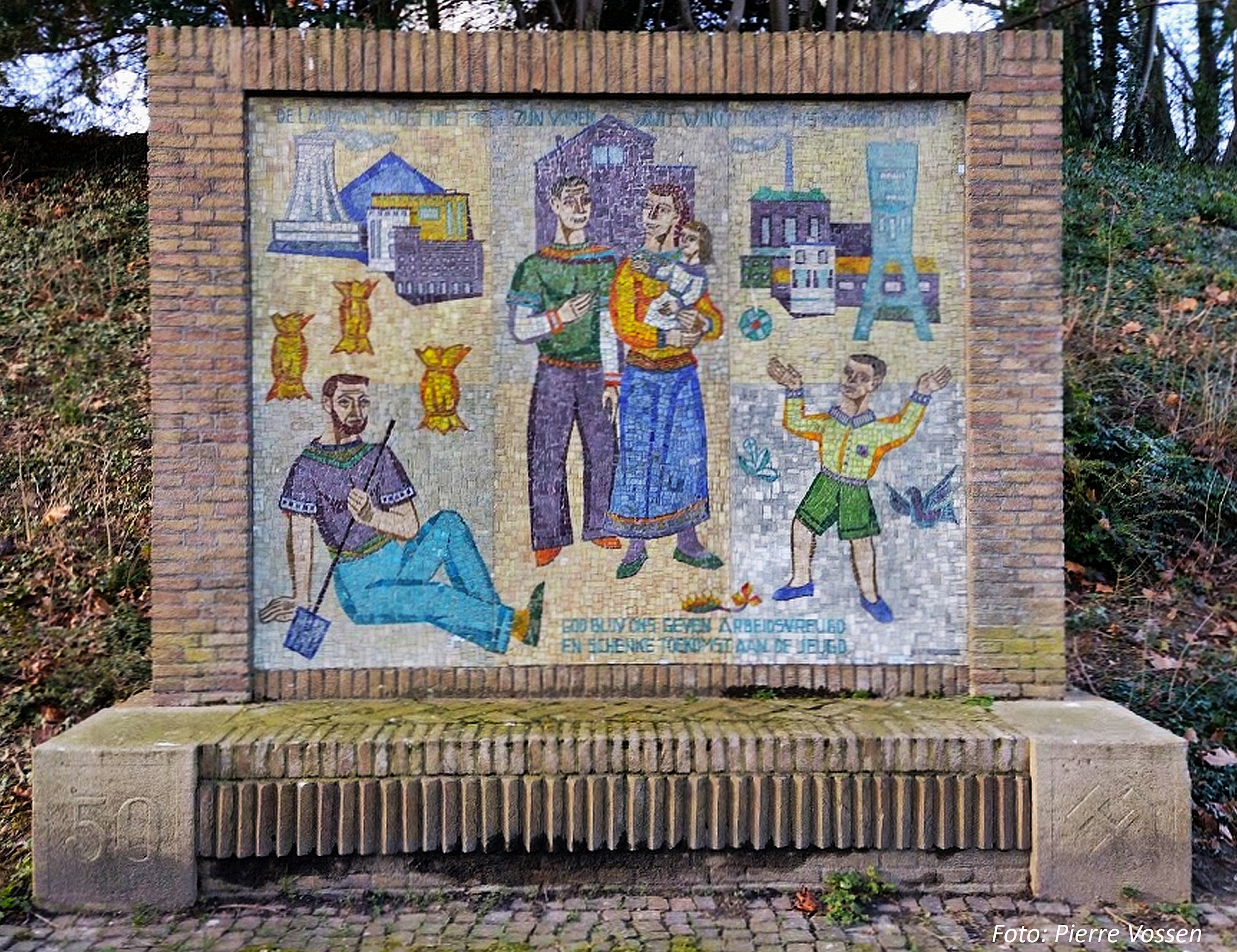
Mozaïekmonument

Het Mozaïekmonument Mijn Maurits is een gedenkmonument in Geleen in de Zuid-Limburgse gemeente Sittard-Geleen. Het monument staat op de hoek van de Tunnelweg met de Mijnweg in de wijk Lutterade ten westen van de spoorlijn Maastricht - Venlo aan de noordoostrand van Chemelot. Op zo'n 200 meter naar het westen bevond zich vroeger de hoofdingang van de Staatsmijn Maurits.
Op ongeveer 175 meter naar het westen staat het Barbaramonument en op ongeveer 175 meter naar het zuidwesten het Mijnmonument.
Het monument is een gemeentelijk monument.

## Geschiedenis
Vanaf 1915 werd er in Geleen-Lutterade steenkool ontgonnen in de steenkolenmijn Staatsmijn Maurits.
In 1953 werd door de Geleense burgerij het mozaïekmonument opgericht als geschenk aan de Staatsmijnen ter ere van hun jubileum. Het kunstwerk werd vervaardigd door Harry Schoonbroodt.
In 2008 werd het monument aangewezen als gemeentelijk monument.

## Constructie
Het monument is vormgegeven in baksteen en bestaat uit een rechthoekige gemetselde wand waarop aan de voorzijde een mozaïek aangebracht is, omgeven door een bakstenen omlijsting. Het mozaïektableau toont een landschap in drie verticale stroken. Links toont het koeltoren, een steenberg en fabrieksgebouwen, daaronder drie korenschoven en daaronder een man zittend met een schep. In het midden een huis met ervoor een man en een vrouw die op haar armen een kind draagt. Rechts toont het een fabriek met schachtbok met eronder een spelend kind. Bovenaan en onderaan het tableau is een tekst aangebracht die samen luidt:

De landman ploegt niet meer zijn voren, want wijken moest het wuivend koren. God blijv’ ons geven arbeidsvreugd en schenke toekomst aan de jeugd.